# Drastic Symphonies
Drastic Symphonies è un album di remix del gruppo musicale inglese Def Leppard, realizzato con la Royal Philharmonic Orchestra e pubblicato nel 2023.

## Tracce
1. Turn to Dust – 5:29
2. Paper Sun – 5:33
3. Animal – 4:03
4. Pour Some Sugar on Me (stripped version) – 5:26
5. Hysteria – 5:56
6. Love Bites – 6:41
7. Goodbye for Good This Time – 4:26
8. Love – 3:55
9. Gods of War – 6:45
10. Angels (Can't Help You Now) – 4:58
11. Bringin' On the Heartbreak – 4:33
12. Switch 625 – 3:04
13. Have You Ever Needed Someone So Bad (Japanese SHM-CD, Blu-ray Audio, vinyl and digital editions only) – 4:55
14. Too Late for Love – 5:37
15. When Love & Hate Collide – 4:16
16. Kings of the World – 6:19

## Classifiche
| Classifica (2023) | Posizione raggiunta |
| ----------------- | ------------------- |
| Regno Unito       | 4                   |
| Stati Uniti       | 54                  |